# Texas State Cemetery

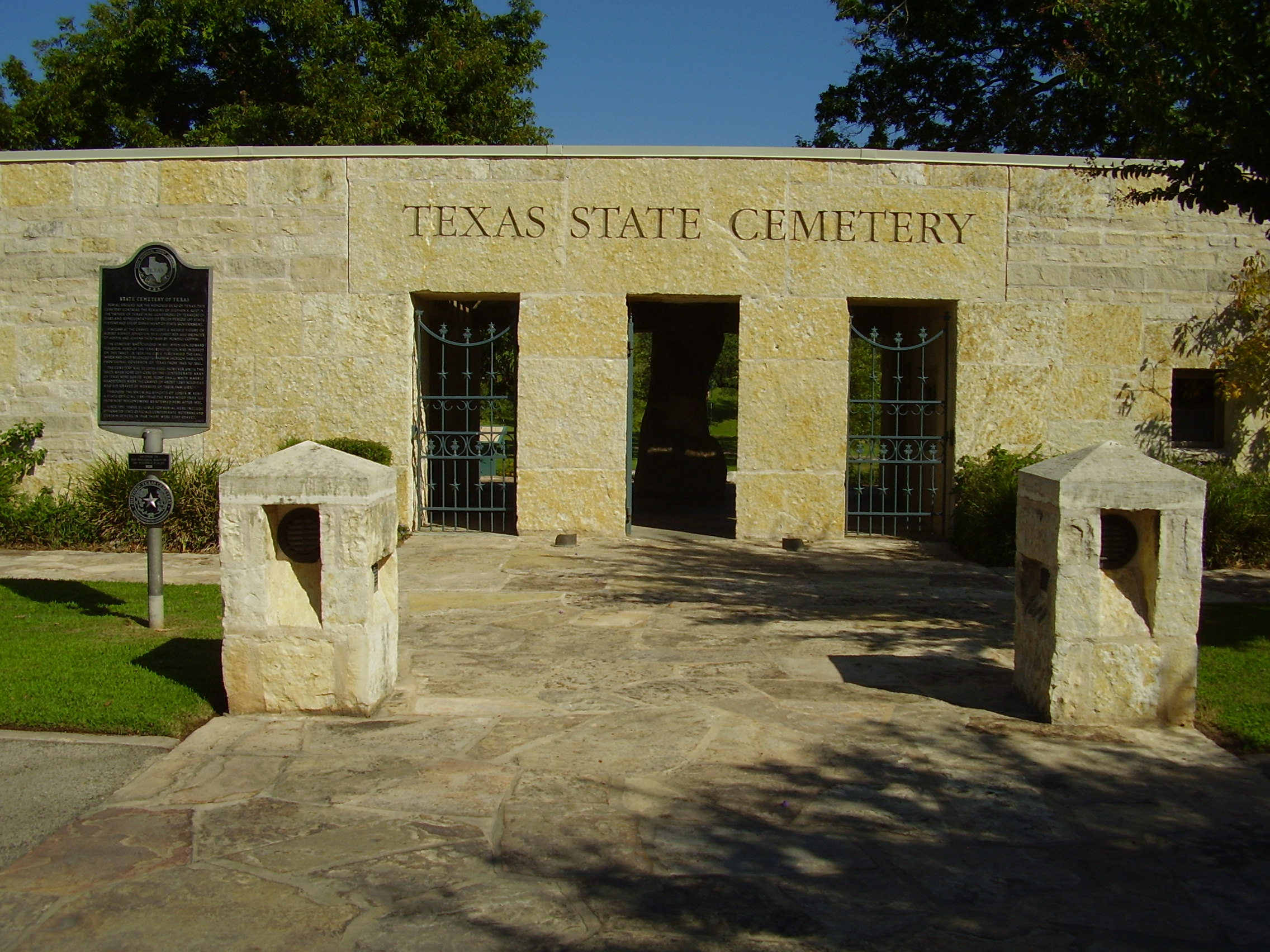
Ingången till Texas State Cemetery

Texas State Cemetery är delstatens begravningsplats i Texas huvudstad Austin. Adressen är 901 Navasota Street öster om centrala Austin och begravningsplatsen upptogs till National Register of Historic Places år 1986.
Begravningsplatsen togs i bruk år 1851 efter Edward Burlesons död. Politikern Burleson hade varit vicepresident i Republiken Texas 1841-1844. Delstatens lagstiftande församling köpte markområdet runt gravplatsen år 1854 i samband med att Burlesons gravmonument restes.
Under amerikanska inbördeskriget användes området som begravningsplats åt officerare från Texas som hade tjänstgjort i Amerikas konfedererade staters armé. Efter kriget köpte delstaten ett större markområde med tanke på veteraner och deras fruar.
Det fanns även gravplatser åt nordstaternas veteraner på Texas State Cemetery. Numera finns bara en sådan grav kvar. Antonio Briones grav blev kvar på familjemedlemmars begäran då övriga unionens militärgravar flyttades till San Antonio.
Texas State Cemetery är inte längre i bruk som militärkyrkogård. Den sista veteranen från inbördeskriget gravsattes år 1944 och den sista änkan år 1963. De enda militärer som ska gravsättas på området enligt 1953 års riktlinjer är konfederationens veteraner.
Numera finns begravningsplatsen i första hand till för Texaspolitiker och deras familjemedlemmar.

## Sista vilan
Guvernör James Pinckney Hendersons gravplats flyttades hit år 1930.
Övriga kända personer som ligger begravda på Texas State Cemetery:
- Stephen F. Austin, Republiken Texas utrikesminister 1836, kallad "Father of Texas"
- John Connally, guvernör 1963–1969, USA:s finansminister 1971–1972
- James Cotton, bluesmusiker
- Edmund J. Davis, guvernör 1870–1874
- James E. "Pa" Ferguson, guvernör 1915–1917
- Miriam A. "Ma" Ferguson, guvernör 1925–1927 och 1933–1935
- James Michener, författare
- Dan Moody, guvernör 1927–1931
- Ann Richards, guvernör 1991–1995
- Allan Shivers, guvernör 1949–1957
- Preston Smith, guvernör 1969–1973
- Mark White, guvernör 1983–1987